# Giovanna Bonazzi
Giovanna Bonazzi (Verona, 24 luglio 1966) è un'ex mountain biker italiana, specialista del downhill. Ha ottenuto due titoli mondiali, oltre a due medaglie di bronzo. Corre per il campionato nazionale E-Enduro, con il team Pro-M nel 2016-2017..
Nel settembre 2017 è stata inserita nella Hall of Fame of Mountain Bike.

## Palmarès
- 1991

Campionati del mondo, Downhill
- 1992

prova Coppa del mondo, Downhill (Mont-Sainte-Anne)
- 1993

Campionati del mondo, Downhill
Campionati europei, Downhill
1ª prova Coppa del mondo, Downhill (Cap-d'Ail)
- 1997

Campionati italiani, Downhill

## Piazzamenti

### Competizioni mondiali
- Coppa del mondo

1997 - Downhill: 4º
- Campionati del mondo

Il Ciocco 1991 - Downhill: vincitrice
Bromont 1992 - Downhill: 5º
Métabief 1993 - Downhill: vincitrice
Vail 1994 - Downhill: 3º
Kirchzarten 1995 - Downhill: 3º
Cairns 1996 - Downhill: 4º
Château-d'Œx 1997 - Downhill: 4º
Mont-Sainte-Anne 1998 - Downhill: 7º